# Newfound Regional High School
 (mai 2015).

La Newfound Regional High School (NRHS) est une école secondaire publique située à Bristol dans le New Hampshire aux États-Unis. 

## Description
L'école fait partie du Newfound District School Area (NASD) et avait été initialement nommée Neuve Memorial High School[réf. nécessaire]. Elle était initialement située à l'endroit où se trouve aujourd'hui Neuve Memorial Middle School jusqu'à ce que le bâtiment actuel de l'école secondaire ait été construit en 1986. Neuve Regional High School a obtenu le titre de « New Hampshire Excellence in Education » pour l'année 2010. La devise de la Newfound Regional High School est « Choisissez votre chemin vers le succès... engagez-vous » (« Choose your path to success... Make a commitment »). 

## Football américain
Le programme du Newfound Regional High School Football a commencé en 2004, mais n'a pas pour autant été financé par le district scolaire. En dépit de cela, la Communauté a créé une organisation pour financer le programme. Ce ne fut pas avant 2008 que le conseil scolaire a approuvé de financer le programme de football de l'école. En 2005, l'équipe de football Neuve a reçu le Prix de l'esprit sportif de l'Association athlétique interscolaire du New Hampshire. Depuis le début du programme, Newfound n'a encore gagné aucun titre de l'État ni aucune place de second[réf. nécessaire]. 
Le 23 août 2012, Newfound Regional High School a finalement ajouté un terrain de football juste en face de l'école secondaire. Le conseil scolaire a approuvé l'ajout d'un terrain de football à l'école secondaire mais en affirmant que son financement devrait provenir des contribuables. Pour éviter cela, l'organisation à but non lucratif, Friends of Newfound Football a recueilli suffisamment de dons pour éviter  que les frais ne soient à la charge du contribuable[réf. nécessaire]. Avant l'ajout du football américain, Newfound pratiquait et jouait à des jeux « maison » à la New Hampton School[réf. nécessaire].

## Galerie

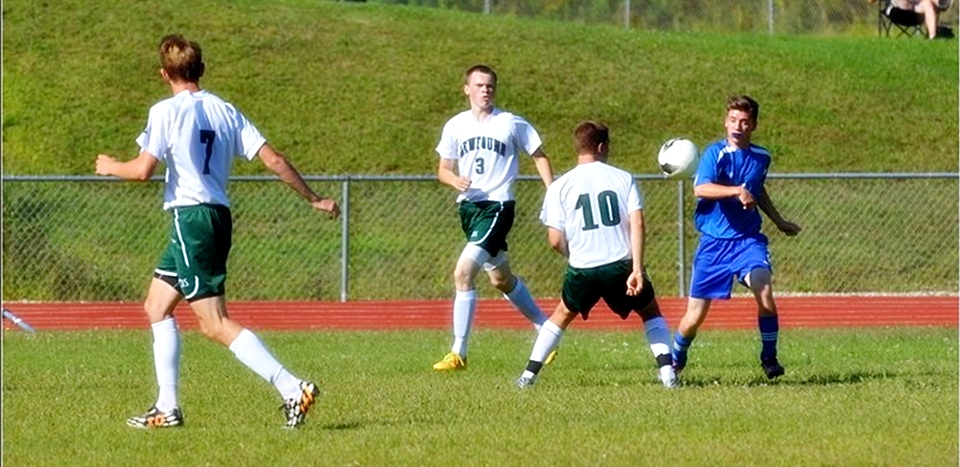
Newfound jouant contre Gilford High School à domicile.
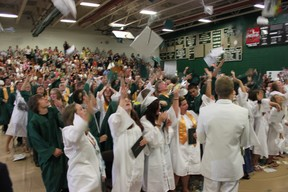
Cérémonie 2011.